# سجن تسفيرات الرصافة
سجن تسفيرات الرصافة أو سجن الرصافة 12 هو سجن في وسط بغداد، تُشرف عليه دائرة الاصلاح العراقية التابعة لوزارة العدل، يحيط بالسجن سوران عاليان، وبينهما حراس مراقبة، موقع السجن قريب من ملعب الشعب الدولي، في وسط بغداد في صوب الرصافة في حي النضال في محلة 720، في قسم الرصافة الثالثة، سجون التسفيرات هي سجون لترحيل السجناء ونقلهم، قال محمود شاكر شاهين في كتابه (من قيادة الميدان إلى قيادة الاستخبارات في الحرب: سيرة وذكريات 1980 - 1988) "مواقع التسفيرات هي مواقع لحفظ الموقوفين فيها تمهيدا لعرضهم على المحاكم، أو الاحتفاظ بمن حكَم بحقه القضاءُ تمهيدا لنقله إلى السجون"، يُترجم سجن التسفيرات إلى Transfer prison. وإلى Deportations' Prison.

## أحوال السجن
بعد الاحتلال الأمريكي للعراق سنة 2003، اتخذت قواتُ الاحتلال سجنَ تسفيرات الرصافة واحداً من أماكن الاحتجاز، قالت منظمة حقوق الإنسان في يوم 7 أيار سنة 2004 إنها سعت مراراً إلى الحصول على موافقة قادة الجيش الأمريكي في بغداد لتمكين المنظمة من زيارة السجن غيرَ أن طلبات المنظمة رُفضت، وقالت وزارة حقوق الإنسان في شهر آب سنة 2010 «من بين السجون التي تعاني من بنية تحتية سيئة سجن تسفيرات الرصافة في بغداد…سجن الرصافة يضم مخيمات ولا تنطبق عليه المقاييس العالمية من جهة بنيته التحتية، وستتم معالجة الموضوع بنهاية شهر رمضان من العام الحالي، بعد أن يتم الاستغناء عن المخيمات وبناء مبان جديدة وتحويل السجناء إليها». ذُكر في شهر آذار سنة 2020 أن في السجن خمسة آلاف مسجون، قال موقع السومرية نيوز في 5 حزيران سنة 2012 "ويشهد سجن التسفيرات في الرصافة منذ سنوات أحداث شغب من قبل المعتقلين بسبب تذمرهم من الأوضاع السيئة للسجن والمعاملة السيئة فيها"، وقال مدير مرصد أفاد، زياد السنجري في شهر أيار سنة 2021 "تسفيرات الرصافة والرمادي والحلة تصدروا أكثر مراكز التوقيف في العراق من ناحية الضحايا الذين يلقون حتفهم جراء التعذيب".